# Counting Down the Days (chanson)
Singles de Sunfreakz
Drive Out
(2008)
Counting Down the Days est une chanson de Sunfreakz sorti en 2007, un projet du DJ belge Tim Janssens. On retrouve la collaboration de la chanteuse britannique Andrea Britton. La chanson est écrite par Cozi Costi, C. Rayden, Tim Janssens et produite par Axwell, Tim Janssens, Roy Rox, Le Monde.
Le single parvient à se classer dans le top 10 en Finlande.

## Liste des pistes
12" Maxi
1. Counting Down The Days (Axwell Remix) - 7:58
2. Counting Down The Days (Le Monde Remix) - 7:37
3. Counting Down The Days (Original Extended Vocal Mix) - 8:10
4. Sunfreakz - Riding The Wave (Original Instrumental Mix) - 8:34

## Classement par pays
| Classement (2007)                      | Meilleure Position |
| -------------------------------------- | ------------------ |
| Finlande (Suomen virallinen lista)     | 10                 |
| Pays-Bas (Nederlandse Top 40)          | 32                 |
| Royaume-Uni Classement single          | 37                 |
| Belgique (Flandre Ultratop 50 Singles) | 41                 |
| France Club 40                         | 10                 |